# Bleek peermos
Bleek peermos (Pohlia wahlenbergii) is een mossoort uit de sterrenmosfamilie (Mniaceae). Het is door zijn witachtige, bleek tot blauwgroene kleur in het veld alleen te verwarren met Philonotis-soorten. Het is tweehuizig en ontbeert broedlichamen. 

## Determinatie

### Uiterlijke kenmerken
Bleek peermos vormt los tot matig dicht, 1 tot 3 centimeter hoog, zelden groter, enigszins metaalachtig glanzend als het droog is, witachtig tot blauwachtig groen als het jong is, roodachtig tot bruinachtig als het ouder is. De stengels zijn groen tot roodachtig, losbladig en vaak sterk rizoïde tomentose. Bij het bevochtigen zijn de planten vaak lastig nat te maken. De opstaande tot uitstekende bladeren die langs de stengel naar beneden lopen, zijn ovaal tot eivormig, iets groter, langer en smaller aan de punt van de stengel. De platte bladranden zijn aan de onderkant geheel gekarteld en aan de top ver weg gekarteld. 
De soort is tweehuizig. De geelrode seta, tot 4 centimeter lang, is aan de bovenkant gebogen en verdikt. De sporenkapsels, die ovaal zijn met een korte hals, hebben de neiging om te hangen, het deksel is gewelfd en bevat een wrat. De buitenste peristoom is geelachtig bruin en papillose, de binnenste gelig. 

### Microscopische kenmerken
De laminacellen zijn langwerpig zeshoekig tot ruitvormig en 12 tot 30 micrometer breed in het midden van het blad en smaller aan de rand. De sporen zijn 14 tot 20 micrometer groot en fijnkorrelig. Broedlichamen worden niet gevormd.

## Ecologie
Bleek peermos groeit op basenrijke tot matig kalkrijke, soms ook zwak zure, vochtige tot natte, fijne grind tot leemachtige, matig humusrijke grond op lichte tot halfbeschaduwde locaties, vooral op open aardhellingen en taluds aan beken en beken. In bossen, op en langs paden, in sloten, vaak op vochtige tot natte, drassige rotsen. Het komt vaak voor om zich te verspreiden van de vlakten naar de hoogten van de Alpen.

## Verspreiding
Wereldwijd zijn er vondsten bekend uit Europa, Azië, Noord-Afrika, Verenigde Staten, Australië, Nieuw-Zeeland en Antarctica.
In Nederland komt bleek peermos vrij zeldzaam voor. Sporenkapsels zijn uit Nederland niet bekend en gametangieën worden zelden gevormd. Hoe het zich verspreidt en lokaal handhaaft is onbekend. Het is een vooral op de hogere zandgronden en in het heuvelland bekende soort waarvan het verspreidingsbeeld van voor 1950 in grote lijnen overeenkomt met het huidige. Wel is het aantal vondsten aanmerkelijk toegenomen, waarschijnlijk als gevolg van toegenomen inventarisaties maar ook natuurontwikkeling kan een bijdrage hebben geleverd. De vondst in de duinen betreft de Japanse (mos)tuin in Park Clingendael (Den Haag).

## Fotogalerij

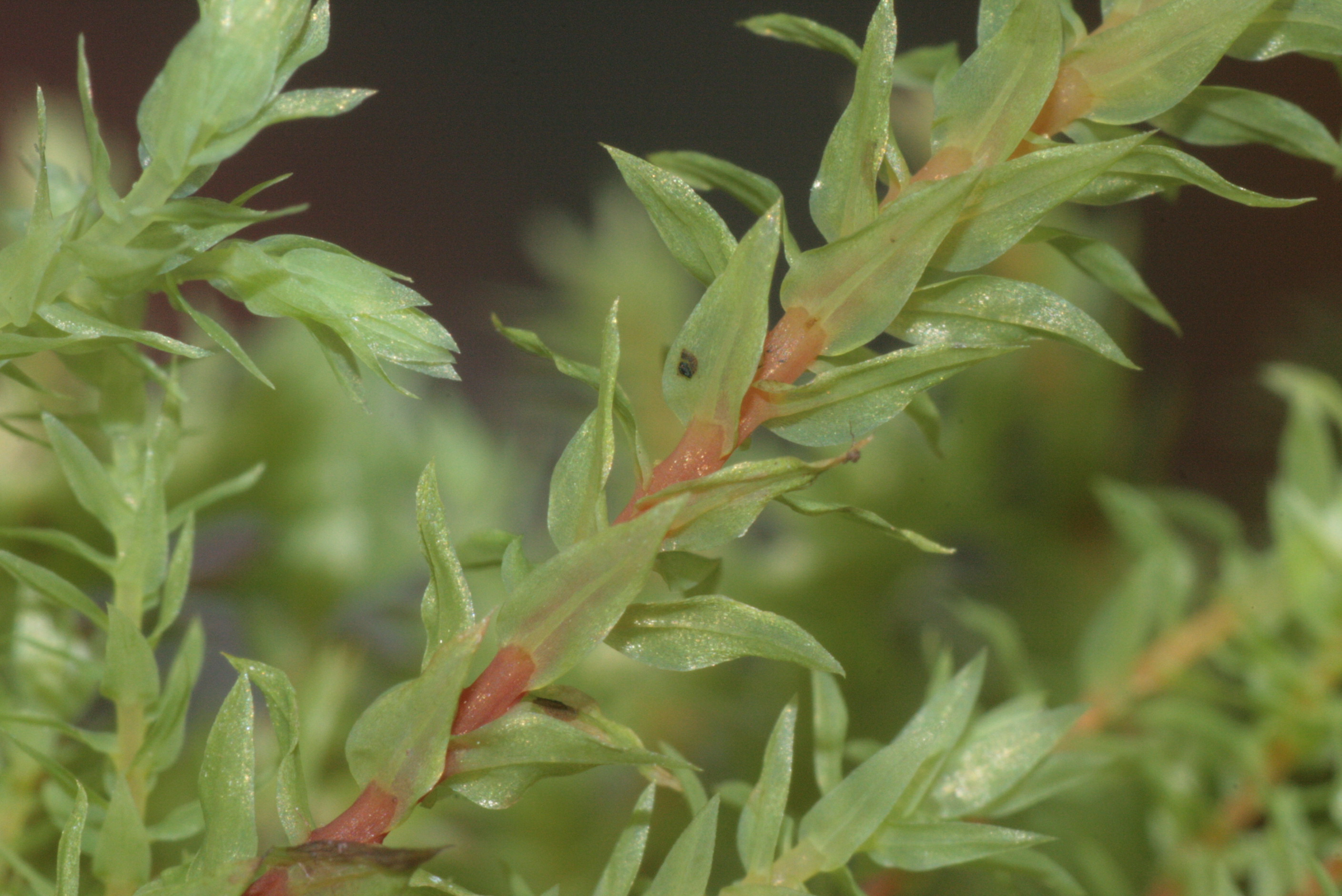
Bladeren
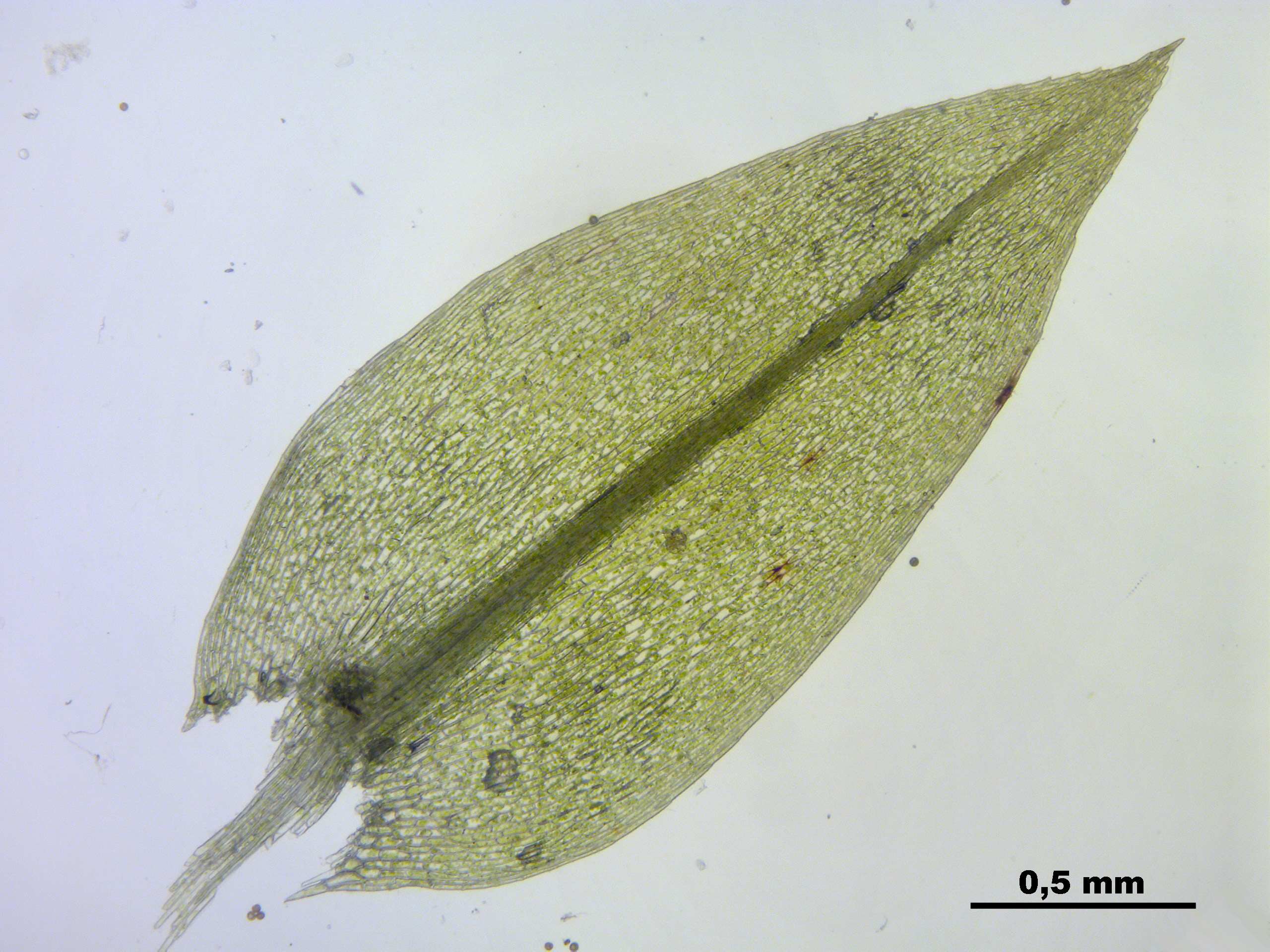
Blad
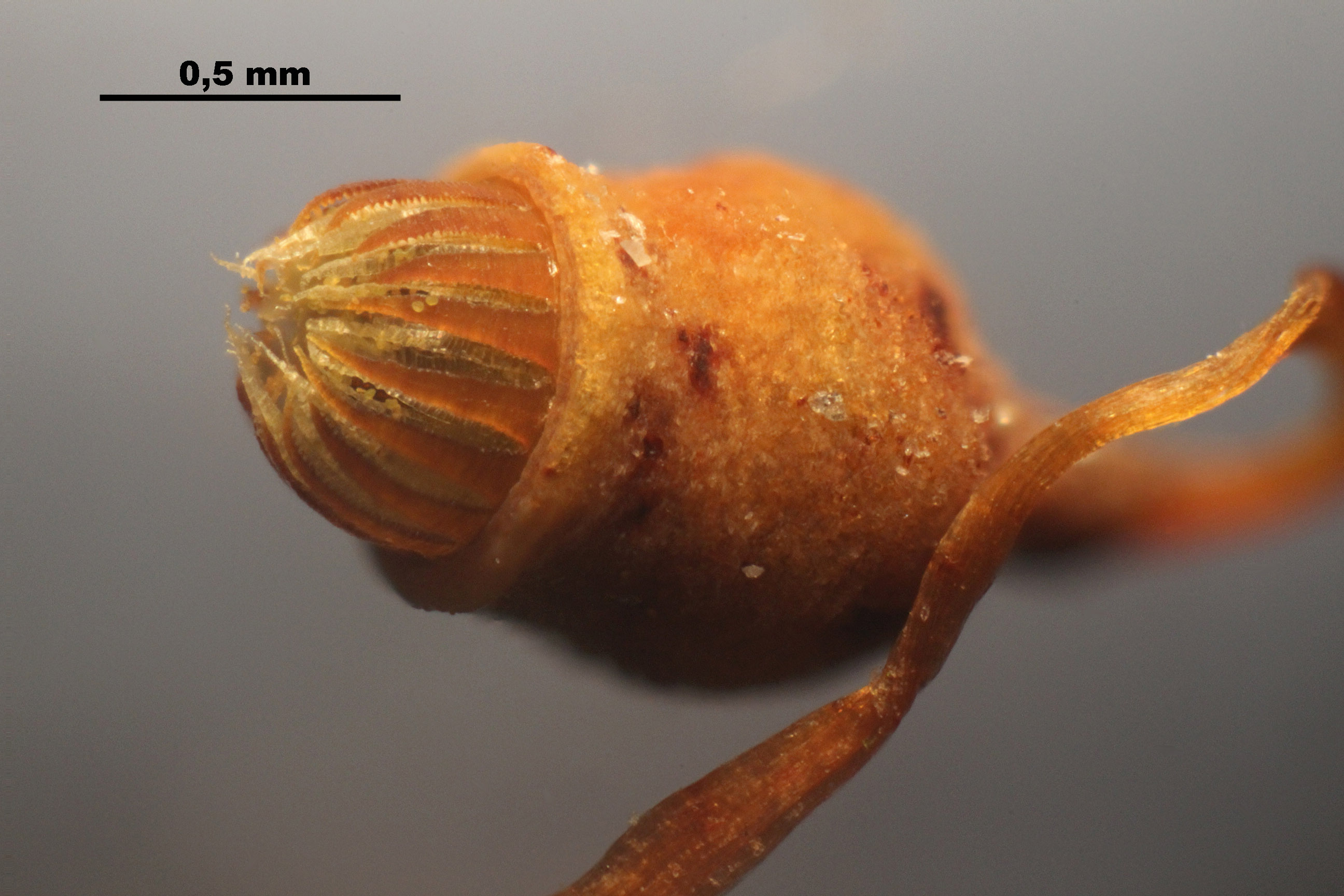
Peristoom
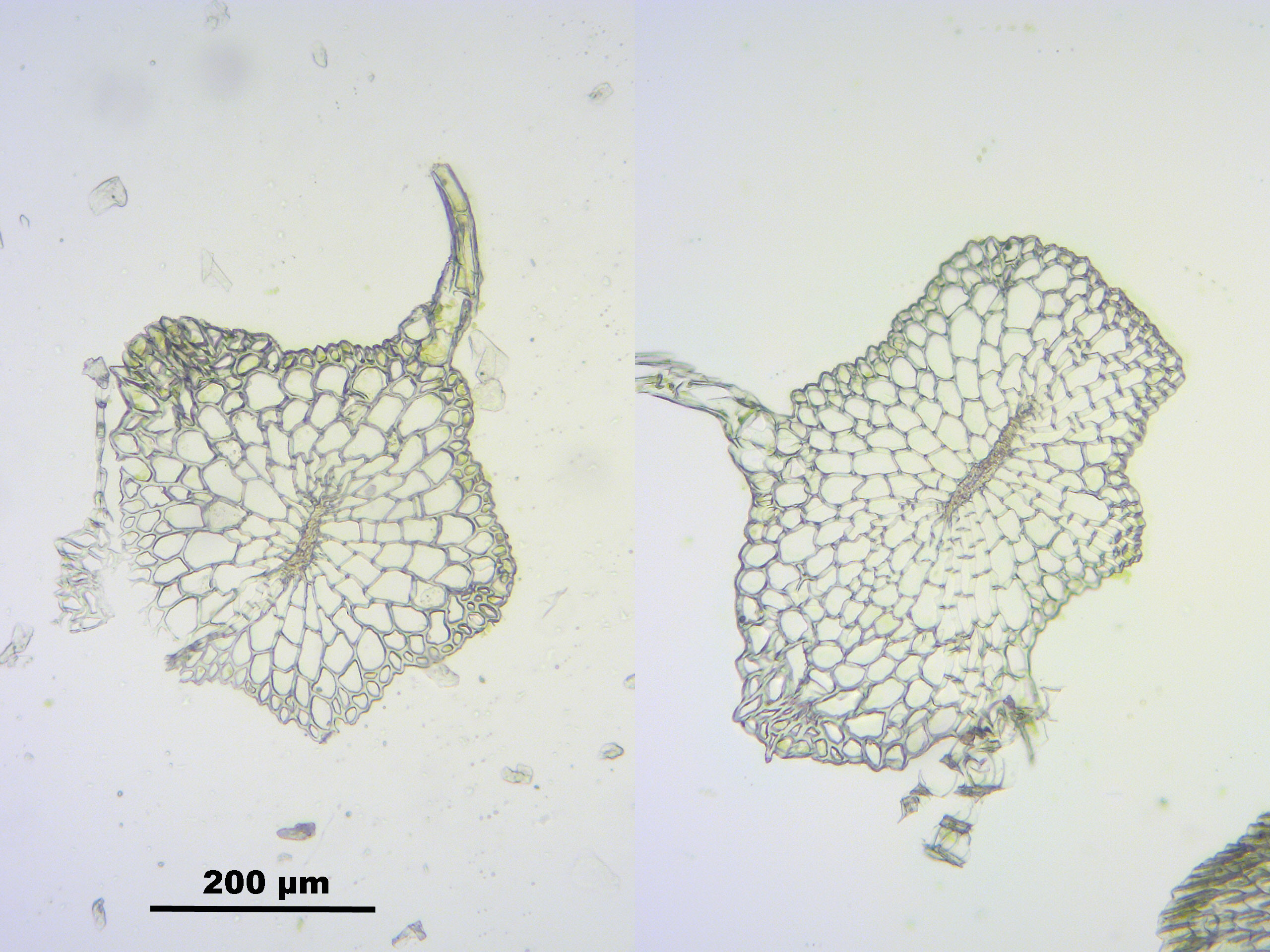
Stengeldoorsnede
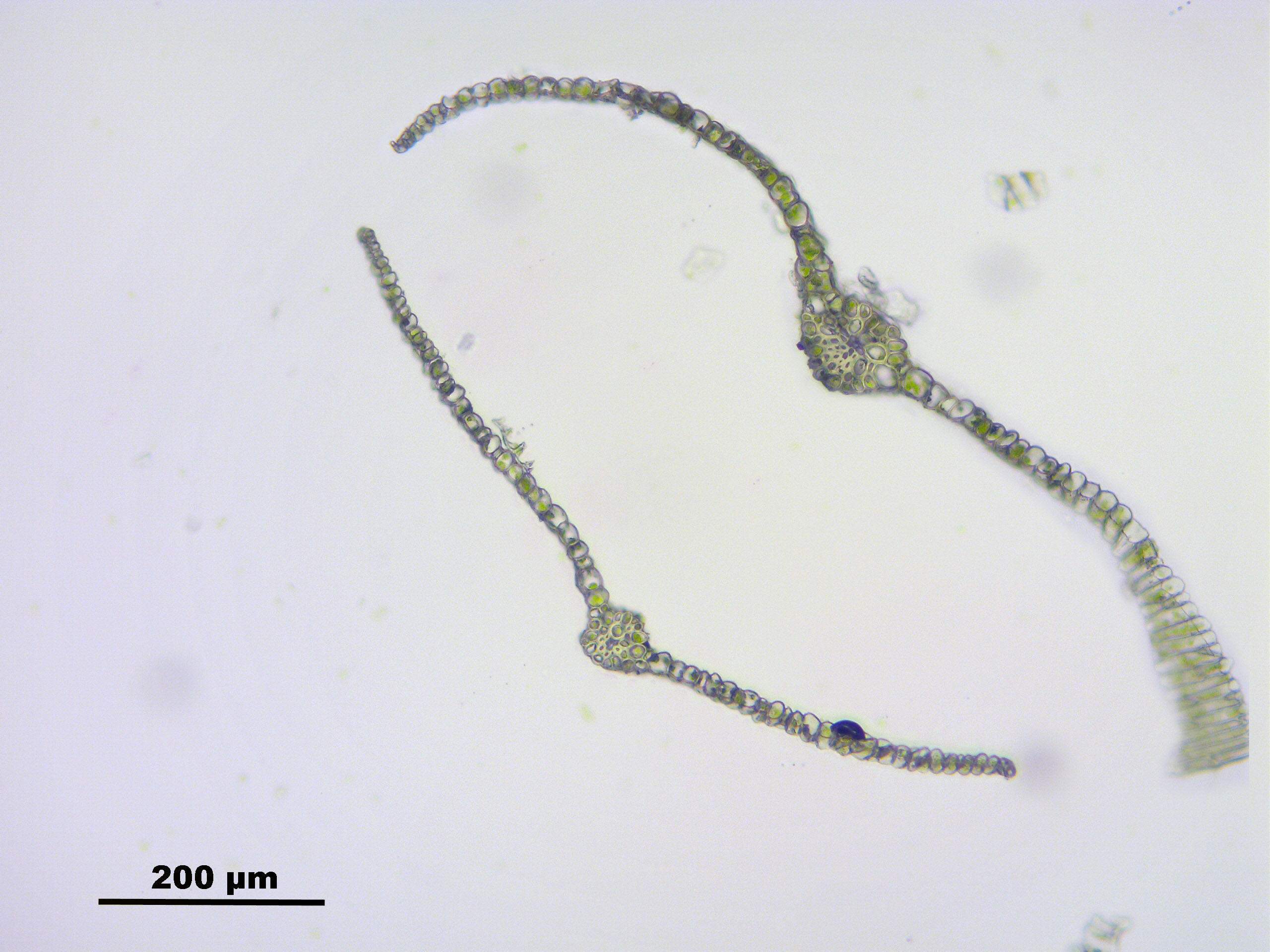
Bladdoorsnede
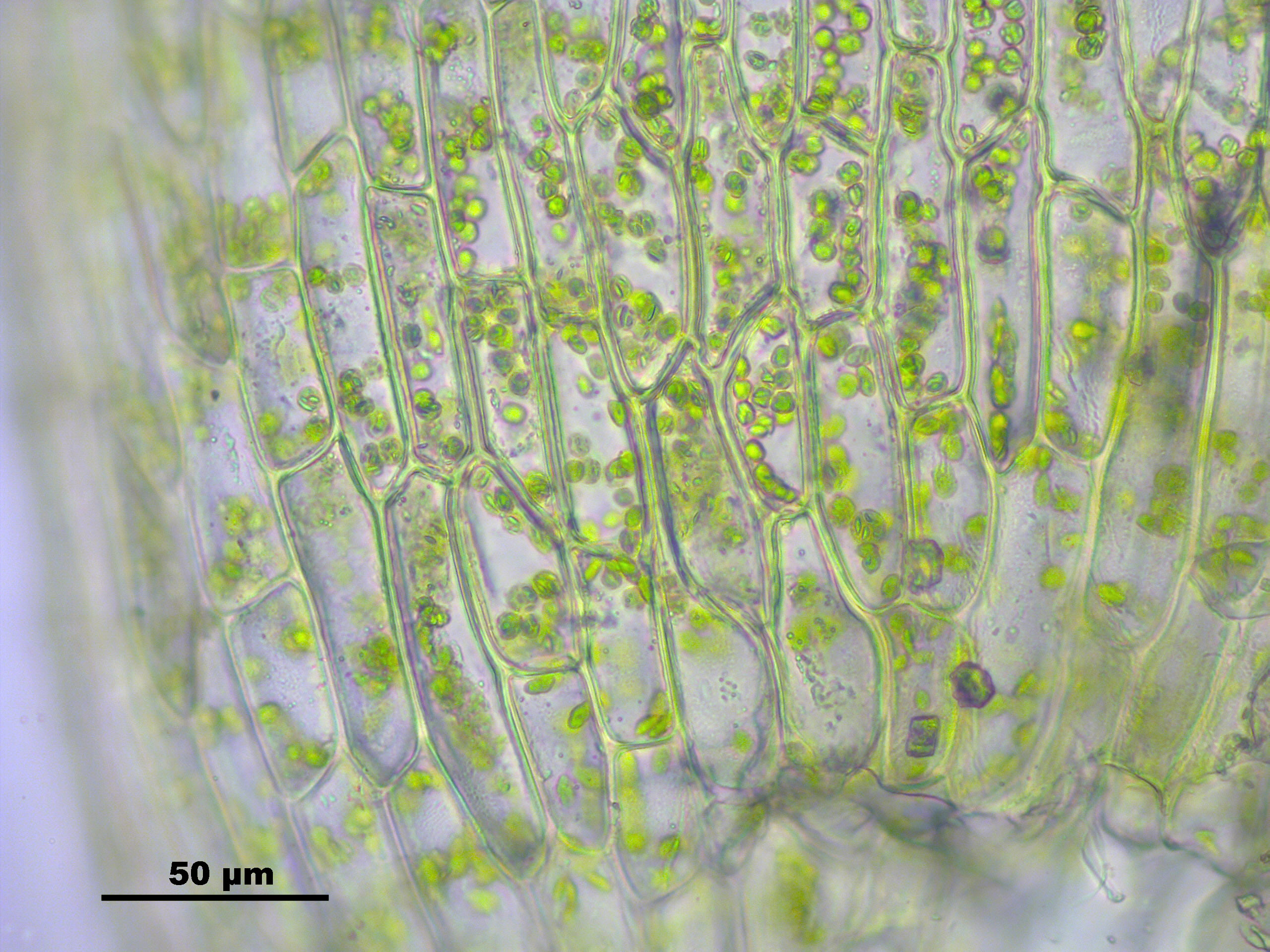
Bladcellen
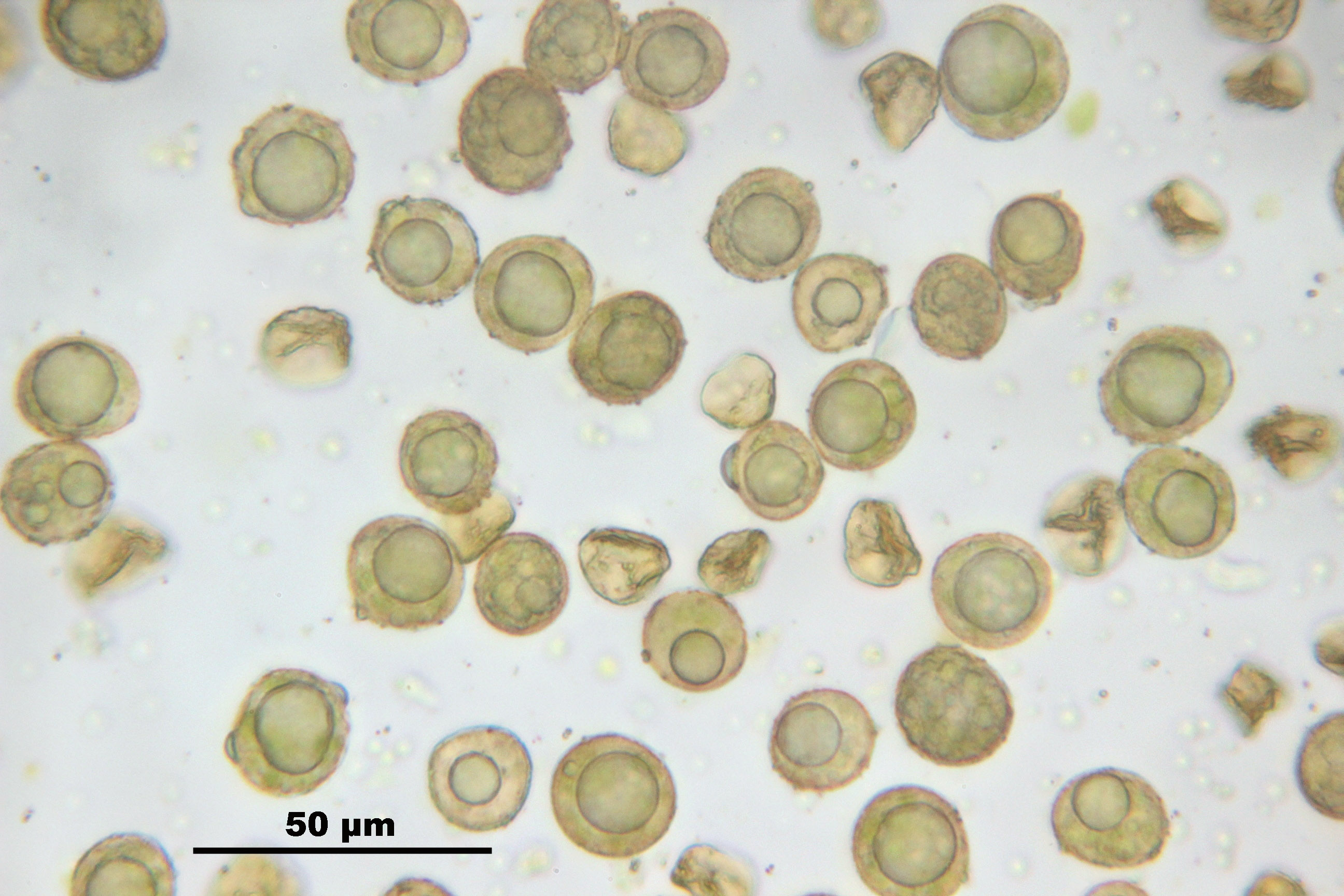
Sporen